# Sphenomorphus dussumieri
Sphenomorphus dussumieri е вид влечуго от семейство Сцинкови (Scincidae). Видът не е застрашен от изчезване.

## Разпространение и местообитание
Разпространен е в Индия (Карнатака и Керала) и Шри Ланка.
Обитава гористи местности и плантации.

## Описание
Популацията на вида е стабилна.